# 専修大学フィギュアスケート部
専修大学フィギュアスケート部（せんしゅうだいがくフィギュアスケートぶ）は専修大学に所属する大学フィギュアスケート競技チームである。1967年発足。

## 歴史
1967年（昭和42年）発足。当時はアイススケート部の1部門としてスタートした。
松村充、渡部絵美の両選手が1980年レークプラシッド冬季オリンピックに在学中に出場し、同部初のオリンピアンとなった。
2008年（平成20年）～2016年（平成28年）まで部員不足により休部状態だったが、平成29（2017）年に三澤日向子（横浜清陵総合出身）の入部により、フィギュアスケート部として活動を再開。
日本学生氷上競技選手権大会では、男子が2回、女子が6回の優勝を果たしている。

## 主なOB/OG
- 松村充 - 1976年インスブルックオリンピック、1980年レークプラシッド五輪男子シングル日本代表。現在専修大学フィギュアスケート部監督。
- 渡部絵美 - 1976年インスブルックオリンピック女子シングル日本代表。全日本フィギュアスケート選手権女子シングル8連覇。
- 申恵淑 - 1980年レークプラシッドオリンピック韓国代表。現在はコーチ兼振付師。
- 田中智子 - 1988年カルガリーオリンピックアイスダンス日本代表。